# Griselio Torresola
Griselio Torresola (1925, Juyaya - 1. listopadu 1950, Washington, D. C.) byl portorický nacionalista, který se dne 1. listopadu 1950 pokoušel zabít amerického prezidenta Harryho Trumana. On sám při atentátu zemřel.

## Životopis

### Mládí a politika
Griselio Torresola se narodil v rodině, která silně věřila v portorickou nezávislost. Účastnil se mnoha studentských demonstrací.
V roce 1948 přišel do New Yorku. Pracoval v papírnictví a ve skladu parfémů. Nakonec však práci ztratil a žil ze sociální podpory 125 dolarů.
Torresola byl členem Portorické nacionalistické strany a brzy se spojil s jiným Portoričanem Oscarem Collazou.

### Atentát na Harryho Trumana
Dne 28. října 1950 se dozvěděli, že povstání v Portoriku za nezávislost bylo potlačeno. Oba byli z této skutečnosti zklamaní. Torresola o něco víc: jeho sourozenci byli zatčeni. Rozhodli se zabít amerického prezidenta Trumana. Kromě přitáhnutí světové pozornosti chtěli hlavně povzbudit domácí odboj.
Dne 30. října přijeli Collazo a Torresola do Washingtonu k budově Blair House, kde americký prezident pobýval (Bílý dům tehdy prodělával rozsáhlou rekonstrukci). Oba si budovu prohlédli a po chvilce odjeli do hotelu Harris. V pokoji se rozhodli, že si cestu k prezidentově pokoji prostřílí. Collazo začne přes hlavní vchod a Torresola z druhé strany. Torresola však měl před atentátem obavy. Věděl, že on sám je výborným střelcem, dobře však věděl, že totéž nelze říci o jeho kolegovi.
Dne 1. listopadu ve 14:30 začala akce. Collazo přišel k hlavnímu vchodu, zamířil na strážného a stiskl spoušť. Náboj se však zasekl. "Zatracená práce!" vykřikl Collazo a bouchl do pistole, která nakonec vystřelila a zasáhla strážného do nohy. Hned u vchodu se však zasekl, protože na něho začali střílet další dva strážní se samopalem.
Mezitím Torresola přišel k druhému vchodu a chladnokrevně zastřelil strážného Leslieho Coffelta. Ten však nebyl ještě mrtvý. Když Torresola přišel ke vchodu a nabíjel pistoli, Coffelt se vzchopil a střelil Torresolu zezadu do hlavy.
Collazo byl mezitím na druhém konci budovy zneškodněn strážným střelou do hrudi, překvapivě však přežil. Celá akce do tří minut skončila.

### Odkaz
Torresola je dodnes spolu s Collazem v Portoriku oslavován jako hrdina.